# Carpenter Brut
Carpenter Brut er en fransk elektronisk musiker, hvis rigtige navn er Franck Hueso, der har bopæl i Poitiers, Frankrig. Meget få personlige oplysninger er kendt om ham, bortset fra hans nationalitet. Hans anonymitet er et bevidst kunstnerisk valg for at lægge mere vægt på selve musikken end musikeren bag den. Hidtil har han udgivet tre EP'er, som blev samlet sammen og udgivet sammen under titlen Trilogy i 2015. Han har også bidraget med originalmusik til en række computerspil. Han begyndte at skrive musik som Carpenter Brut med det formål at blande lyde fra horrorfilm, metal, rock og elektronisk musik. Han har turneret i USA og Europa. Han var blandt andet på turné i USA sammen med det svenske heavy metal-band Ghost i 2016.

## Diskografi

### Album
- Trilogy (2015, en samling af EP I, II ogIII)[1]
- CARPENTERBRUTLIVE (2017)[1]

### EP'er
- EP I (2012)[1]
- EP II (2013)[1]
- EP III (2015)[1]

### Musik til computerspil
- The Crew (bidrag til soundtracket)
- Hotline Miami 2 (bidrag til soundtracket)
- Furi (bidrag til soundtracket)
- Hacknet (bidrag til soundtracket)